# Wolfgang Stark
Wolfgang Stark (født 20. november 1969) er en tysk fodbolddommer. Han har dømt internationalt under det internationale fodboldforbund FIFA siden 1999, hvor han er placeret i den europæiske dommergruppe.
Ved siden af den aktive dommerkarriere arbejder Stark som bankmand .
Stark er blandt de udtagede dommere til sommerens EM 2012 i Polen og Ukraine

## Karriere

### VM 2010
Stark deltog ved VM 2010 i Sydafrika, hvor det blev til 3 kampe.
- Argentina –  Nigeria (gruppespil)
- Slovenien –  England (gruppespil)
- Uruguay –  Sydkorea (ottendedelsfinale)

### EM 2012
Ved EM 2012 i Polen og Ukraine har Stark haft følgende kampe:
- Polen –  Rusland (gruppespil)

## Kampe med danske hold
- Den 1. november 2006 dømte Stark Champions League-kampen mellem F.C. København og Manchester United i gruppespillet. FC København vandt kampen 1-0. [3]